# Theo Hiddema
Theo Hiddema, né le 1er avril 1944 à Holwerd, est un avocat et homme politique néerlandais. Il est élu représentant à la Seconde Chambre pour le Forum pour la démocratie (FvD) lors des élections législatives du 15 mars 2017, fonction qu'il conserve jusqu'à sa démission le 24 novembre 2020. Il siège en tant que sénateur à la Première Chambre du 13 avril 2021 au 13 juin 2023.

## Biographie

### Carrière d'avocat
Natif de la commune de Westdongeradeel dans le nord-est de la Frise, Theo Hiddema est connu avant son entrée en politique pour son talent oratoire, défendant en tant qu'avocat plusieurs accusés notoires devant les tribunaux de Maastricht et d'Amsterdam.
Il fonde son cabinet, Hiddema Advocaten, basé sur le Herengracht d'Amsterdam, en 1981. Personnalité médiatique fréquemment invitée à la télévision, il exprime sa sympathie pour le Parti pour la liberté (PVV) de Geert Wilders avant de s'en éloigner.

### Engagement politique

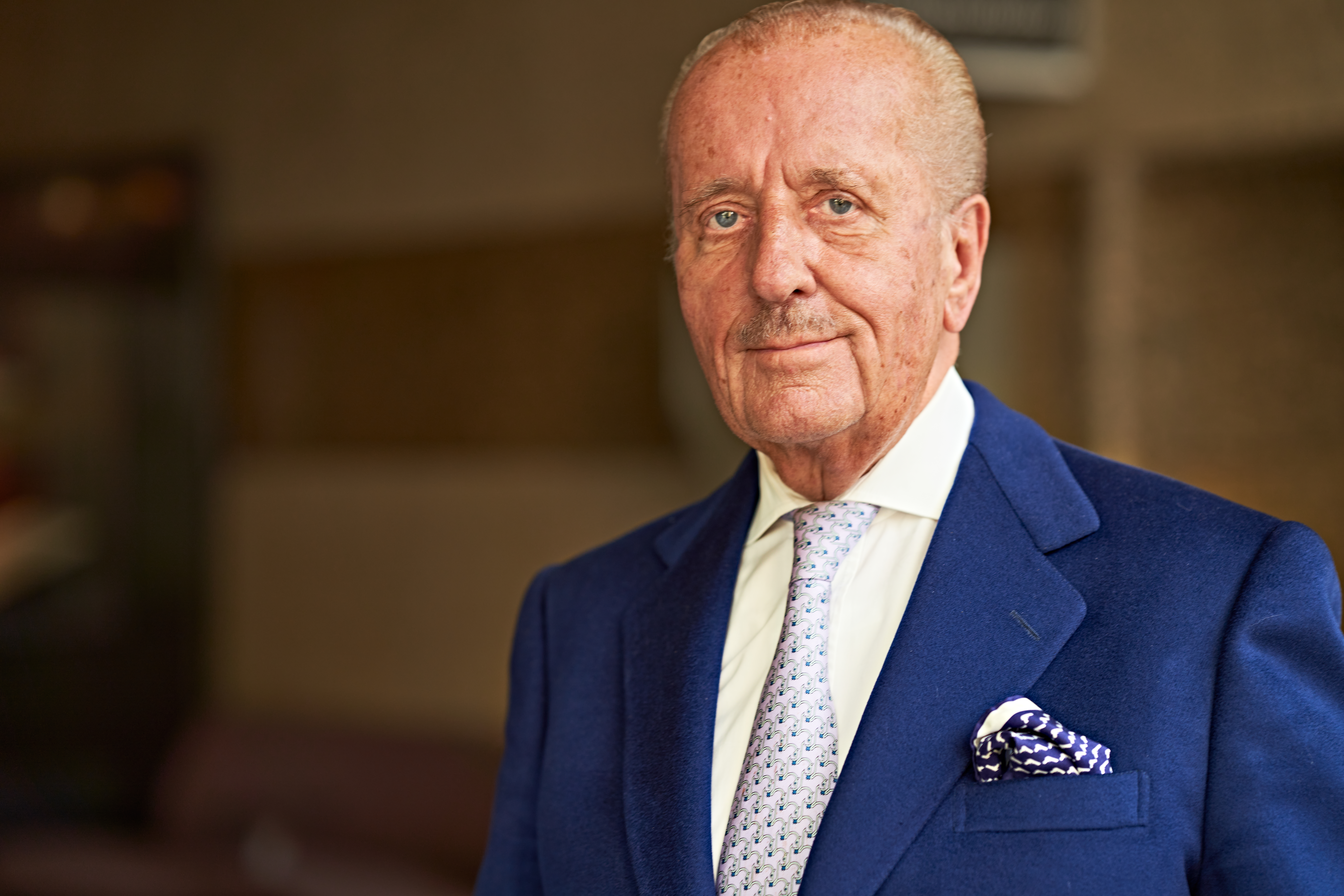
Theo Hiddema en 2020.

Theo Hiddema soutient Thierry Baudet en 2016 lors de la fondation du Forum pour la démocratie (en néerlandais : Forum voor Democratie), nouveau parti politique de droite. Il est l'une des figures de proue du parti en vue des élections législatives de 2017 et défend notamment les prises de position de ce dernier dans les domaines de la réforme du système judiciaire et de l'immigration. Placé en deuxième position sur la liste du parti, il est élu représentant à la Seconde Chambre des États généraux.
En 2020, à la suite de controverses poussant Baudet à la démission de la direction du parti, Hiddema démissionne à son tour de son mandat parlementaire, qui restera vacant jusqu'aux élections de 2021. Il opère néanmoins un retour sur la scène politique l'année suivante à la faveur d'une vacance à la Première Chambre des États généraux : bien que placé en dernière position sur la liste présentée aux élections sénatoriales de 2019, il décroche un mandat grâce à ses votes de préférence.